# 有機分子触媒
有機分子触媒（ゆうきぶんししょくばい、organocatalyst）は、金属元素を含まず、炭素・水素・酸素・窒素・硫黄などの元素から成る、触媒作用を持つ低分子化合物のことである。単に「有機触媒」と呼ばれることもある。2000年にデイヴィッド・マクミランによって提唱された。
この定義では、例えばアシル化反応に用いるDMAPのような単純な化合物も有機分子触媒の範疇に入ることになるが、一般には精密な分子デザインによって、エナンチオ選択的反応など高度な反応制御を行う触媒を指すケースが多い。

## 概要
20世紀後半に急速に発達した不斉触媒は、そのほとんどが金属元素に不斉要素を持った配位子を配位結合させたものであった。しかし2000年にマクミランは金属元素を持たない二級アミン誘導体によって不斉ディールス・アルダー反応が行えることを示し（マクミラン触媒）、「有機分子触媒」の概念を提唱した。それ以前にもこうした分子はなかったわけではないが、特に同年にベンジャミン・リストらがプロリンのアルドール反応触媒能を報告したことから一挙に大きな注目を受けることとなった。
有機分子触媒はそれまで用いられてきた金属含有触媒に比べて一般に安価である。廃棄物の毒性が低いなど環境負荷が小さいと見られるものが多くあるが選択的毒性反応性がある場合や廃棄した場合の自然分解性の低いものもあり、グリーンケミストリーの観点から高い有用性が期待されながら普及が進まない現状がある。また水や空気に対して安定であるため、実験技術的な面からも大きなメリットを有する。現在世界的に問題となっている、レアメタルの不足・高騰を解決する技術の一つとしても注目を集めている。

## 有機分子触媒のいろいろ

### プロリン及びその誘導体

L-プロリンの構造式

1970年代初頭に、プロリンを触媒として不斉ロビンソン環化反応を行う手法が複数のグループから報告されていたが（ヘイオス-パリッシュ反応）、しばらくこの反応の原理が大きく発展することはなかった。
ところが2000年、リスト、バルバス、ラーナーらにより、プロリンによるアルドール反応は非常に一般性の高いものであり、多くの単純なカルボニル化合物の分子間反応に対して適用可能であることが示された。この反応では、単にケトンとアルデヒド、触媒量のプロリンをDMSO中で撹拌するという極めて単純な操作により、高収率・高エナンチオ選択的に目的のアルドール付加体を与える。このことは世界の化学者に大きな衝撃を与え、急速にプロリン触媒の化学が開花することとなった。
プロリン触媒アルドール反応のメカニズムは以下のようであると考えられている。まずプロリンとカルボニル化合物が酸触媒によってイミニウムカチオンを生成し、エナミンへと異性化する。ここにもう一分子のカルボニル化合物が付加するが、この際プロリンのカルボキシル基との間に水素結合を介した環状の遷移状態を経由し、立体選択的に反応が進む。プロリンは付加体と離れ、再び触媒サイクルに戻る。
このエナミン中間体はアルドール反応以外の反応にも有用な中間体となりうる。その後アルドール反応の他にも、マンニッヒ反応、マイケル反応、アルデヒドのα位官能基化など多数の不斉反応へと展開され、プロリン触媒の化学は大きな成果を挙げている。プロリンは極めて安価で毒性もなく、反応にも難しい操作を必要としないため、理想的な触媒のひとつと見なされている。また最近ではプロリンを適当に修飾した誘導体の触媒反応も検討され、さらに応用範囲が広がっている。

### マクミラン触媒
二級アミンはα,β-不飽和カルボニル化合物とイミニウムカチオンを形成し、LUMOを下げることによってディールス・アルダー反応を促進する。この二級アミンとしてフェニルアラニン由来のイミダゾリジノン化合物を用い、不斉ディールス・アルダー反応を行えるようにしたものをマクミラン触媒と呼ぶ。有機分子触媒の概念の先駆けとなった。

### 不斉相間移動触媒

キニーネ構造式

四級アンモニウム塩構造を持つ相間移動触媒に不斉要素を持たせることにより、不斉アルキル化反応などを行える触媒が報告されている。触媒としては丸岡啓二らによって開発されたビナフチル骨格を持つもの、キニーネなどシンコナアルカロイド類に手を加えたものなどが用いられる。ビナフチル骨格がある不斉相間移動触媒は丸岡触媒（登録商標）と命名されている。

### 環状ケトン誘導体
糖から誘導したケトンを触媒とし、オキソンなどを酸化剤として不斉エポキシ化を行うもの。ジオキシランが活性中間体となる。史一安らが報告した。史不斉エポキシ化と呼ばれ、近年進展が著しい。

### チオ尿素
チオ尿素誘導体は、2つの窒素に結合している水素原子が水素結合する際、キレートするようにカルボニル酸素を挟み込むため、弱いルイス酸として作用する。これを利用して不斉ディールス・アルダー反応などを触媒するチオ尿素誘導体が報告されている。

### N-ヘテロサイクリックカルベン
チアゾリウム塩、イミダゾリウム塩などに強塩基を作用させて発生させるN-ヘテロサイクリックカルベン誘導体によって、不斉ステッター反応、不斉ベンゾイン縮合などが行えることが報告されている。

### その他
シンコナアルカロイドによる不斉森田・ベイリス・ヒルマン反応、4-ジメチルアミノピリジン誘導体による不斉アシル化反応なども研究されている。また最近では分子内にルイス酸・ルイス塩基部分を併せ持った分子によって金属を用いない触媒的水素化反応が達成され、注目を集めている。

## ノーベル化学賞
有機分子触媒を研究した功績として、ベンジャミン・リスト及びデイヴィッド・マクミランが2021年ノーベル化学賞を受賞した。